# Macedonia en los Juegos Europeos de Bakú 2015
Macedonia participó en los Juegos Europeos de Bakú 2015 con una delegación de 45 deportistas. Responsable del equipo nacional fue el Comité Olímpico Macedonio, así como las federaciones deportivas nacionales de cada deporte con participación.

## Medallistas
El equipo de Macedonia obtuvo las siguientes medallas:
| Nombre             | Deporte | Competición     |
| ------------------ | ------- | --------------- |
| Oro                |         |                 |
| —                  |         |                 |
| Plata              |         |                 |
| —                  |         |                 |
| Bronce             |         |                 |
| Emil Pavlov        | Karate  | Kumite –60 kg M |
| Martin Nestorovski | Karate  | Kumite +84 kg M |